# Andrej Kostelanec
Andrej Kostelanec (russo: Андрей Костеланец; San Pietroburgo, 22 dicembre 1901 – Haiti, 13 gennaio 1980) è stato un direttore d'orchestra e arrangiatore russo, uno dei pionieri della musica easy listening.

## Biografia
Nato in Russia, fuggì dal regime bolscevico-comunista nel 1922 dopo la Rivoluzione. Egli arrivò negli Stati Uniti quell'anno e negli anni venti del XX secolo diresse delle orchestre alla radio. Negli anni trenta ebbe una sua trasmissione settimanale alla CBS, l'André Kostelanetz Presents.
Kostelanec si impose come arrangiatore e direttore di pezzi di musica classica europea trasposti per orchestra leggera, da proporre alle grandi masse, ma anche come esecutore di canzoni popolari trasposte in versione per sola orchestra. Egli ha fatto numerose incisioni, nel corso della sua lunga carriera, che hanno venduto oltre cinquanta milioni di dischi. Per diversi anni Kostelanec diresse la New York Philharmonic eseguendo brani di musica popolare sia sotto forma di concerto che per la registrazione fonografica, dove era indicato come Andre Kostelanetz and His Orchestra.
Kostelanec è più noto al pubblico moderno come pioniere della musica easy listening, trascrizioni strumentali di canzoni famose, che egli registrò per la Columbia Records dagli anni quaranta agli anni ottanta.  Egli iniziò a proporre questo genere musicale prima che venisse etichettato easy listening e continuò ad eseguirlo anche dopo che i contemporanei come Mantovani, avevano terminato di operare.
Verso la fine della sua carriera il suo nome fu più che un marchio della musica del tempo, quasi tutti i suoi successi degli anni settanta vennero riarrangiati da altri musicisti. Fra coloro i quali hanno realizzato questo revival si ricordano Teo Macero, Torrie Zito, Hank Levy, Luther Henderson, Jack Cortner, Eddie Sauter, Claus Ogerman, Jack Pleis, Tommy Newsom, Harold Wheeler, Bobby Scott, Homer Dennison, James Tyler, Jr., Byron Olson, Dale Oehler, Ben Lanzarone, LaMont Johnson, Wade Marcus, Patrick Williams, Sammy Nestico, Warren Vincent, Dick Hyman, Jorge Calandrelli, James J. Wisner, Al Capps e Don Sebesky.
Il suo ultimo concerto aveva per titolo A Night in Old Vienna e venne eseguito con la San Francisco Symphony Orchestra nel Teatro dell'opera di San Francisco il 31 dicembre 1979.
Egli morì ad Haiti il 13 gennaio 1980.
Egli fu il secondo marito del soprano Lily Pons.

## Discografia
- The Music of VICTOR HERBERT Andre Kostelanetz and his Orchestra, Columbia Masterworks M-415
- Tchaikovsky: Nutcracker Suite, Op. 71a, 19?? Columbia Long Playing CL 730
- Music Of Irving Berlin, 1950, Columbia Masterworks 4314
- Music Of Cole Porter, 1951, Columbia Masterworks 2014
- Music Of George Gershwin, 1951, Columbia Masterworks 2026
- Black Magic, 1955, Columbia 712
- Music Of Vincent Youmans, 1955, Columbia 734
- Music of Fritz Kreisler, Music of Sigmund Romberg, 1955, Columbia 771
- You And The Night And The Music, 1956, Columbia 772
- Music Of Jerome Kern, 1956, Columbia 776
- Stardust, 1956, Columbia 781
- Kostelanetz conducts..., Columbia CL 786
- Broadway Spectacular, 1957, Columbia 865
- Tender Is The Night, 1957, Columbia 886
- The Romantic Music Of Rachmaninoff, 1957, Columbia 1001
- The Columbia Album Of Richard Rodgers, 1958, Columbia 1140
- Joy To The World, 1960, Harmony 11232
- Music From Flower Drum Song, 1960, Columbia 1280
- Nutcracker Suite, 1961, Columbia Masterworks 6264
- The New Wonderland Of Sound, 1961, Columbia 8457
- Star Spangled Marches, 1962, Columbia 1718
- Broadway's Greatest Hits, 1962,    Columbia 1827
- Music From "Mr. President", 1962, Columbia 1921
- Wonderland Of Golden Hits, 1963, Columbia 8839
- I Wish You Love, 1964, Columbia 2185
- The Romantic Strings Of Andre Kostelanetz, Columbia Masterworks 6711
- Romantic Waltzes By Tchaikovsky, Columbia Masterworks 6824
- Today's Golden Hits, 1966, Columbia 9334
- The Shadow Of Your Smile, 1966, Columbia 13285
- The Kostelanetz Sound Of Today, 1967, Columbia 9409
- Scarborough Fair, 1968, Columbia 9623
- For The Young At Heart, 1968, Columbia 9691
- Traces, 1969, Columbia 13282
- Greatest Hits Of The '60s, 1970, Columbia 9973
- I'll Never Fall In Love Again, 1970, Columbia 9998
- Wonderland Of Christmas, Columbia 10086
- Everything Is Beautiful, 1970, Columbia 30037
- Sunset, 1970, Columbia Masterworks 30075
- Love Story, 1971, Columbia 30501
- For All We Know, 1971, Columbia 30672
- Plays Chicago, 1971, Columbia 31002
- Plays Cole Porter, 1972, Columbia 31491
- Love Theme From "The Godfather", 1972, Harmony 31500
- Last Tango In Paris, 1973, Columbia 32187
- Moon River, 1973, Columbia 32243
- Plays Great Hits Of Today, 1973, Columbia 32415
- The Way We Were, 1974, Columbia 32578
- Plays Michel Legrand's Greatest Hits, 1974, Columbia 32580
- Musical Reflections Of Broadway And Hollywood, 1974, Columbia 33061
- Plays "Murder On The Orient Express", 1975, Columbia 33437
- Never Can Say Goodbye, 1975, Col 33550
- I'm Easy, 1976, Columbia 34157
- Dance With Me, 1976, Columbia 34352
- Plays Broadway's Greatest Hits, 1977, Columbia 34864
- You Light Up My Life, 1978, Columbia 35328
- Theme From "Superman", 1979, Columbia 35781
- (no title), 1980, Columbia 36382